# Kinésica

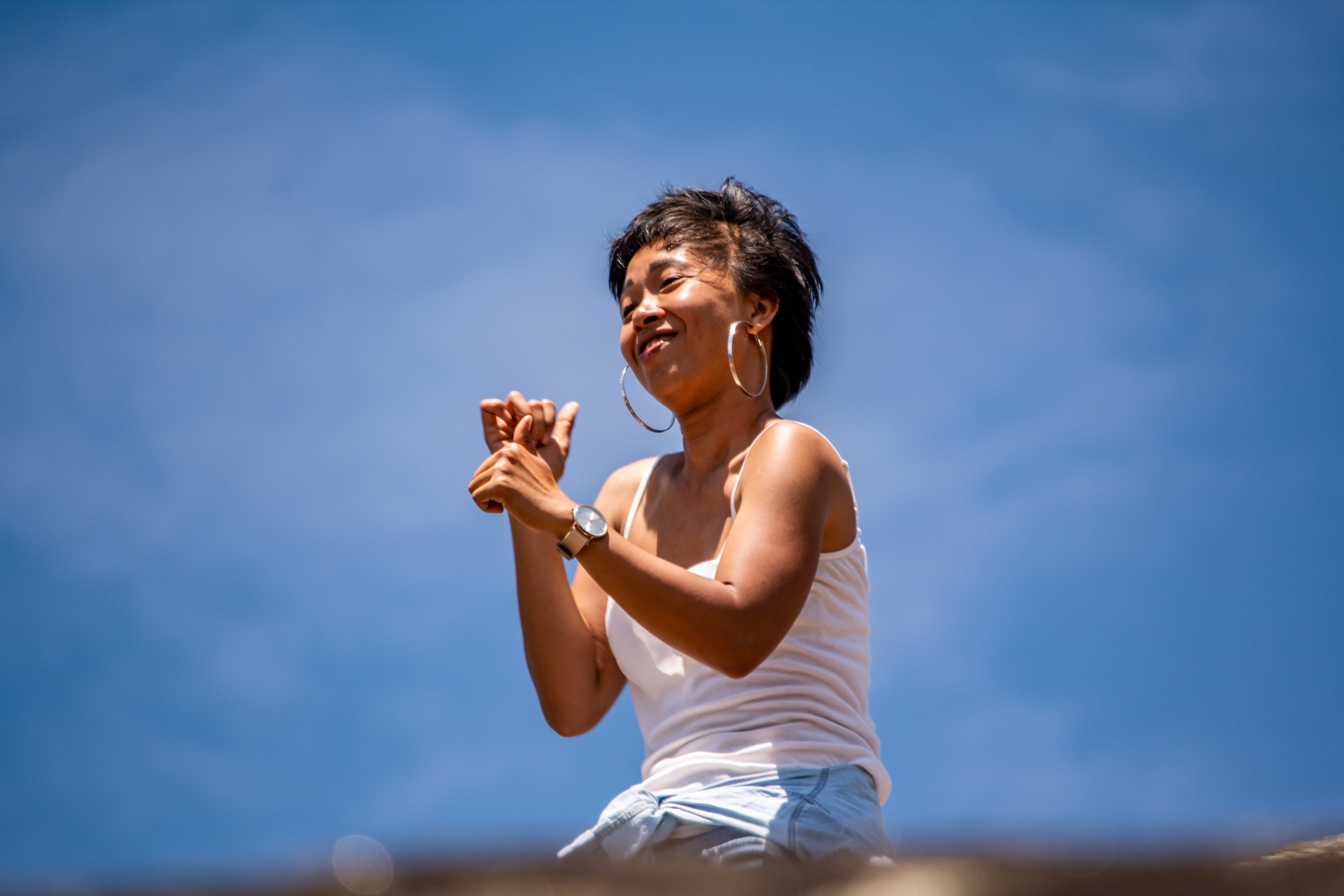
Mujer expresando alegría mediante sus gestos.

La kinésica, quinésica, cinésica o lenguaje corporal estudia el significado expresivo, apelativo o comunicativo de los movimientos corporales y de los gestos aprendidos o somatogénicos, no orales, de percepción visual, auditiva o táctil y solos o en relación con la estructura lingüística y paralingüística y con la situación comunicativa. También es conocida con el nombre de comportamiento kinésico.
Los movimientos de la cara y el cuerpo brindan datos sobre la personalidad y el estado emocional de los individuos: el rostro, por ejemplo, puede expresar alegría, miedo, asombro, tristeza, etc. La postura corporal transmite la actitud en la interacción con los demás: tensión, interés, aburrimiento, etc.
También puede definirse como el término amplio usado para las formas de comunicación en los que se intervienen movimientos corporales y gestos, en vez de —o además de— los sonidos, el lenguaje verbal u otras formas de comunicación.
Fernando Poyatos (1994, II: 185-186) define la kinésica como: «los movimientos corporales y posiciones resultantes o alternantes de base psicomuscular, conscientes o inconscientes, somatogénicos o aprendidos, de percepción visual, auditiva, táctil o cinestésica (individual o conjuntamente), que, aislados o combinados con las estructuras verbales y paralingüísticas y con los demás sistemas somáticos y objetuales, poseen un valor comunicativo intencionado o no».
Juntamente con la kinésica, la proxémica y la paralingüística forman parte de los tres aspectos más sobresalientes de la comunicación no verbal. Están además, la cronémica y la diacrítica, dos aspectos menos estudiados de la comunicación no verbal.
Los movimientos corporales que aportan significados especiales a la palabra oral, durante un evento comunicativo, a veces pueden tener una intención o no tenerla. Estos movimientos son estudiados por la kinésica o quinésica.
A veces usamos un texto en lugar de una palabra o de un enunciado, o dibujamos algo con las manos para complementar lo que decimos oralmente.
Por ejemplo:
- Usar los dedos índice y corazón de las dos manos es la señal de que lo que decimos va entre comillas.
- Para indicar que una persona llegó tarde le damos golpecitos al reloj.

Esto pertenece a la categoría de los paralenguajes, que describen todas las formas de comunicación humana no verbal. Incluye los movimientos más sutiles e inconscientes, incluyendo el guiño y los movimientos leves de las cejas. Además, el lenguaje corporal puede incluir la utilización de expresiones faciales y la postura del cuerpo.
El paralenguaje (incluyendo el lenguaje del cuerpo) ha sido extensamente estudiado en la psicología social. En el discurso diario y la psicología popular, el término suele aplicarse al lenguaje corporal considerado involuntario, aunque algunas veces la diferencia entre lo considerado lenguaje corporal voluntario e involuntario suele ser controvertido. Por ejemplo, una sonrisa puede ser provocada consciente o inconscientemente.

## Los gestos
Un gesto es una forma de comunicación no verbal, ejecutada con alguna parte del cuerpo y producida por el movimiento de las articulaciones, músculos de brazos, manos o cabeza.
El lenguaje de los gestos permite expresar una variedad de sensaciones y pensamientos, desde desprecio y hostilidad hasta aprobación y afecto. Prácticamente todas las personas utilizan gestos y el lenguaje corporal en adición de palabras cuando hablan. Ciertos tipos de gestos pueden ser considerados culturalmente aceptables o no, dependiendo del lugar y contexto en que se realicen.
Se distinguen cinco categorías de gestos, propuestas por Paúl Ekman y Wallace Friesen:
- Gestos emblemáticos o emblemas: son señales emitidas intencionalmente y que todo el mundo conoce su significado. (pulgar levantado)

- Gestos ilustrativos o ilustradores: son gestos que acompañan a la comunicación verbal para matizar o recalcar lo que se dice, para suplantar una palabra en una situación difícil, etc. Se utilizan intencionalmente. Este tipo de gestos son muy útiles en los discursos y cuando se habla en público.

- Gestos reguladores de la interacción o reguladores: Con ellos se sincroniza o se regula la comunicación y el canal no desaparece. Se utilizan para tomar el relevo en la conversación, para iniciar y finalizar la interacción o para ceder el turno de la palabra… (dar la mano).

- Gestos que expresan estados emotivos o muestras de afecto: este tipo de gestos reflejan el estado emotivo de la persona y es el resultado emocional del momento. Como ejemplo podemos mencionar gestos que expresan ansiedad o tensión, muecas de dolor, triunfo, alegría, etc.

- Gestos de adaptación o adaptadores: son aquellos gestos que se utilizan para manejar emociones que no queremos expresar, para ayudar a relajarnos o tranquilizarnos, etc. Aquí podemos distinguir los signos dirigidos a uno mismo (como por ejemplo, pellizcarse), dirigidos hacia los objetos (bolígrafo, lápiz, cigarro, etc.) y los dirigidos a hacia otras personas (como proteger a otra persona). Los adaptadores también pueden ser inconscientes, unos ejemplos muy claros son el de morderse una uña o chuparse el dedo, muy común en los niños pequeños.

## La expresión facial
Con la expresión facial expresamos muchos estados de ánimo y emociones. Básicamente se utiliza para regular la interacción y para reforzar o enfatizar el contenido del mensaje dirigido al receptor. Nosotros utilizamos la expresión facial para: expresar el estado de ánimo, indicar atención, mostrar disgusto, bromear, reprochar, reforzar la comunicación verbal, etc.
Paul Ekman elaboró un método para descifrar las expresiones faciales mientras trabajaba con Wallace Friesen y Silvan Tomkins. Es una especie de atlas del rostro que recibe el nombre de FAST (Facial Affect Scoring Technique). El FAST clasifica las imágenes utilizando fotografías (no descripciones verbales) y dividiendo el rostro en tres zonas: la frente y las cejas, los ojos y el resto de la cara, es decir, la nariz, las mejillas, la boca y el mentón.
Uno de los estudios más relevantes realizado por Paul Ekman son las FACS (Facial Action Coding System).

## La mirada
La mirada se estudia separadamente por la importancia que conlleva, aunque forme parte de la expresión facial.
La mirada cumple una serie de funciones que mencionaremos a continuación:
- La regulación del acto comunicativo
- Es una fuente de información
- Expresa emociones
- Comunica la naturaleza de la relación interpersonal (persona a persona)

El estudio de la mirada contempla diferentes aspectos, entre los más importantes podemos mencionar: la dilatación de las pupilas, el contacto ocular, el acto de parpadear y la forma de mirar.
Cada uno de los aspectos posee su explicación:
- La dilatación de las pupilas indica interés y atractivo, se dilatan cuando se ve algo interesante.
- El número de veces que se parpadea por minuto se relaciona con la tranquilidad y el nerviosismo. Si se parpadea mucho, es símbolo de nerviosismo e inquietud y cuanto menos se parpadee más tranquilo estará uno.
- El contacto visual consiste en la mirada que una persona dirige a la mirada de otra persona. Aquí debemos mencionar la frecuencia con la que miramos a la otra persona y la duración del contacto ocular.
- La forma de mirar es una de las conductas más relevantes para distinguir a las personas de estatus alto, dominantes y poderosas, de aquellas de bajo estatus que no son poderosas.

## Las manos
Son la herramienta fundamental en la quinésica.

## Los brazos
Los brazos del hombre son mucho más fuertes que los de la mujer debido a los roles entre los sexos, las actividades que han realizado a través del tiempo han marcado la diferencia en el aspecto de los brazos masculinos y femeninos. Otra diferencia se da en los codos. En las mujeres los brazos por naturaleza se encuentran más cerca del cuerpo. Si un hombre encogiera sus brazos estrechamente a lo largo del cuerpo y estirara los antebrazos aparecería afeminado. Los brazos tienen una doble función, por un lado es un arma ofensiva y por otro lado desempeñan un papel defensivo, porque ofrecen cierta protección y custodia, sobre todo cuando están cruzados delante del pecho. Pero también puede significar pasividad o concentración.

## Las piernas
Cuanto más lejos del cerebro se encuentre una parte del cuerpo, menos conscientes somos de lo que esta parte hace, esto significa que las piernas y los pies son una fuente importante de información.
En el ser humano las piernas evolucionaron con dos objetivos principales: avanzar para conseguir comida y huir del peligro. El cerebro humano está configurado según estos dos objetivos (avanzar hacia lo que queremos y huir de lo que no queremos) y por ello la forma en la que una persona utiliza sus piernas y sus pies revela hacia dónde quiere ir. Es decir, las piernas y los pies muestran el compromiso de una persona a continuar con una conversación o dejarla correr. Las piernas abiertas o sin cruzar indican una actitud abierta o dominante, mientras que las piernas cruzadas revelan actitudes cerradas o incertidumbre. 
Principales posiciones del pie:
- Con respeto. Actitud neutral sin comprometerse a quedarse o marcharse.
- Piernas separadas. Se trata básicamente de un gesto masculino, la utilizan como una señal de dominio porque destaca los genitales y proporciona aspecto de macho.
- El pie adelantado. Señala la dirección hacia dónde quiere ir la cabeza.
- Cruce de piernas. Que tiene intención de quedarse, de no marcharse o que el acceso está prohibido.

## La sonrisa
Aunque la sonrisa se incluye o puede incluirse en la expresión facial, merece ser explicada detalladamente. Se utiliza para expresar felicidad, alegría o simpatía. La sonrisa incluso puede utilizarse para hacer las situaciones más llevaderas. Puede tener un efecto terapéutico en las personas pesimistas o deprimidas.
- Sonrisa sencilla: con este tipo de sonrisa se trasmite un mensaje inseguro, dudoso, de falta de confianza. Debe evitarse si se quiere dar una impresión de firmeza y confianza.
- Sonrisa sencilla de alta intensidad: esta sonrisa se produce con una separación más acentuada de las comisuras de la boca y éstas suben más. Se puede ver una pequeña parte de los dientes superiores. Transmite confianza y calor.
- Sonrisa superior: el labio superior se retrae de tal manera que se pueden ver casi o todos los dientes. Se transmite un mensaje de cierta satisfacción por ver a alguien.
- Sonrisa superior de alta intensidad: se abre más la boca y se ven más los dientes. Se suele acompañar con el cierre ligero de los ojos. Aparte de transmitir felicidad, se suele utilizar para decir una duda alegre o para representar una sorpresa divertida. Se utiliza muchas veces de forma engañosa, por este motivo, hay que tener cuidado.
- Sonrisa amplia: es aquella en la cual la mirada se estrecha levemente. Los dientes superiores e inferiores se descubren al completo. Este tipo de sonrisa expresa la más alta intensidad de alegría, felicidad y placer.
- Carcajada: es la que va más allá que la amplia. Es la más contagiosa y se produce en un grupo de personas.

### Colección de mensajes
El lenguaje corporal se comunica a través de un grupo de señales y posturas dependiendo de las emociones y estados mentales internos del emisor. Reconocer un conjunto de señales es, por lo tanto, mucho más confiable que tratar de interpretar todos los distintos elementos. Algunos ejemplos son:
El lenguaje corporal agresivo:
Entender el lenguaje corporal agresivo puede resultar especialmente útil ya que rara vez es buena idea entrar en una pelea, incluso para las personas con mucho poder luchar generalmente hace daño, aunque la persona este segura que ganará. Además, en los adultos la lucha es a menudo socialmente inaceptable y la agresión a través de palabras y lenguaje corporal es lo máximo que podría suceder. Para entender el lenguaje corporal agresivo es necesario entender algunas de sus manifestaciones más comunes:
- Señales de amenaza

La mayoría de las señales de amenaza se pueden mostrar en la cara, desde un simple ceño de desaprobación o un fruncido de labios hasta burlas o bufidos completos; los ojos son de lo más importante, ya que se pueden usar para encarar y mantener la mirada por un período pertinaz o inclusive bizquearlos o entrecerrarlos para no permitir que la otra persona vea lo que uno está viendo. Otras de las señales más agresivas son las de cerrar los puños o bajar y extender el cuerpo en busca de equilibrio, las cuales generalmente vienen acompañadas de manifestaciones de ira tales como el enrojecimiento de la cara o la dilatación de las pupilas. Exponerse a un ataque también es una forma de agresión, ya que uno está diciendo «Vamos, atrévete. De cualquier manera voy a ganar», esto puede incluir evitar mirar a la otra persona, enseñarle la entrepierna, relajar el cuerpo, dándose la vuelta y así sucesivamente.
- Señales de invasión

La invasión del espacio personal es muchas veces hecho bajo un manto de familiaridad, cuando actúas de manera amistosa moviéndote entre espacios reservados para los amigos pero sin ser invitado; esto genera un dilema en la otra persona entre rechazar tu conducta «amistosa» o aceptar tu dominio sobre él/ella.
Cuando entras a la zona de confort de otras personas sin su permiso, estas efectivamente invadiendo su territorio.

## Ejemplos del lenguaje no verbal
- Entrecruzar los dedos: Es una respuesta negativa ante cualquier estímulo.
- Brazos y piernas cruzadas: Demuestra una persona que se encuentra a la defensiva; generalmente se lleva un espacio personal mayor con la persona con la que se ha discutido.
- Tragar saliva: Es una de las formas más sencillas para determinar si una persona se siente nerviosa o profundamente incómoda; lo demuestra el movimiento del cuello al tragar saliva.
- Sostenerse la cabeza por detrás: Indica extrema relajación o también superioridad si se hace cuando se está hablando de un tema en particular.

- Las manos en los bolsillos: Indica dos cosas; si una persona llega con las manos en los bolsillos significa que no quiere participar de la conversación, si se está hablando con las manos en los bolsillos puede significar que está mintiendo o inseguridad.

- Los brazos cruzados con los pulgares hacia arriba: es una postura que revela confianza en uno mismo y a la vez superioridad con respecto a los demás que están presentes.
- Inclinación de la cabeza: si se ve a una persona que está inclinando la cabeza significa que está prestando atención.
- Dirección del pie: Cuando estamos parados generalmente dejamos caer el peso de una pierna, la pierna que queda en posición lineal indica el lugar hacia donde se dirige nuestra atención o hacia la persona en quien el individuo se está enfocando.
- Posiciones iguales: Cuando dos personas están de acuerdo o comparten una misma idea por lo general sus posturas serán iguales. También conocido como el «efecto espejo».